# Ḛ́
Cette page contient des caractères spéciaux ou non latins. S’ils s’affichent mal (▯, ?, etc.), consultez la page d’aide Unicode.
Ḛ́ (minuscule : ḛ́), appelé E tilde souscrit accent aigu, est un graphème utilisé dans l’écriture du ngambay et du sar.
Il s’agit de la lettre E diacritée d’un tilde souscrit et d’un accent aigu.

## Utilisation
Le ḛ́ est utilisé dans l’orthographe du daba, par exemple dans dḛ̀ḛ́, « femme ».

## Représentations informatiques
Le E tilde souscrit accent aigu peut être représenté avec les caractères Unicode suivants :
- précomposé (latin étendu additionnel, diacritiques) :

| formes    | représentations | chaînes de caractères | points de code | descriptions                                                     |
| --------- | --------------- | --------------------- | -------------- | ---------------------------------------------------------------- |
| capitale  | Ḛ́               | Ḛ◌́                    | U+1E1A U+0301  | lettre majuscule latine e tilde souscrit diacritique accent aigu |
| minuscule | ḛ́               | ḛ◌́                    | U+1E1B U+0301  | lettre minuscule latine e tilde souscrit diacritique accent aigu |

- décomposé (latin de base, diacritiques) :

| formes    | représentations | chaînes de caractères | points de code       | descriptions                                                                 |
| --------- | --------------- | --------------------- | -------------------- | ---------------------------------------------------------------------------- |
| capitale  | Ḛ́               | E◌̰◌́                   | U+0045 U+0330 U+0301 | lettre majuscule latine e diacritique tilde souscrit diacritique accent aigu |
| minuscule | ḛ́               | e◌̰◌́                   | U+0065 U+0330 U+0301 | lettre minuscule latine e diacritique tilde souscrit diacritique accent aigu |

## Sources
- Ḛ́, Scriptsource.org
- Serge Saragaza et John M. Keegan, Lexique daba, Cuenca, The Sara-Bagirmi Language Project, Morkeg Books, 2014, 3e éd. (lire en ligne)